# Polyestercarbonate
Polyestercarbonate (Kurzzeichen PEC) zählen zur Gruppe der thermoplastischen Kunststoffe und ähneln den Polycarbonaten (PC). Wie die Bezeichnung schon vermittelt enthalten die Makromolekülketten des Polyestercabonats sowohl Polycarbonat-  als auch Polyesterstrukturen.

## Herstellung
Meist werden Polyestercarbonate (4) durch Cokondensation von z. B. Bisphenol A (1), Phosgen (COCl2) (2) und Terephthalsäuredichlorid (3) hergestellt:
Dabei wird die Zusammensetzung des Produktes (4) durch die eingesetzten stöchiometrischen Faktoren der Edukte (1), (2) und (3) bestimmt. Besonders das eingesetzte Terephthalsäuredichlorid (3) ist für die Änderungen der Wärmeformbeständigkeit gegenüber dem Polycarbonat verantwortlich und kann somit genau und zugleich variabel eingestellt werden.

## Verwendung
Polyestercarbonate finden Anwendung für Zwecke, wo hohe Wärmeformbeständigkeit erforderlich ist. Klassische Verwendungen sind Mikrowellengeschirr, Frisierstäbe und Scheinwerferreflektoren, in denen Einsatztemperaturen von ca. 140 °C bis 180 °C und zugleich eine hohe Festigkeit gefordert wird. Gehandelt wird das PEC unter folgenden Namen:
- Lexan PPC, (GEP)
- Ardel (BP-Amoco)
- Apec HT